# Biała Skała (Beskid Niski)
Biała Skała (903 m n.p.m.) – szczyt w południowo-zachodniej części Beskidu Niskiego.
Leży w tzw. Hańczowskich Górach Rusztowych, w jednym z grzbietów (prętów owego "rusztu"), który od Cigelki przez Długi Dział (słow. Dlhy diel), Ostry Wierch, Białą Skałę i Wnyki ciągnie się w kierunku północno-zachodnim aż po Kamienny Wierch i Czereszenne. Szczyt Białej Skały, stanowiący nieznaczne spiętrzenie owego grzbietu,  znajduje się mniej więcej w połowie drogi pomiędzy szczytem Ostrego Wierchu na południowym wschodzie i przełęczą Prehyba (Perehyba; ok. 820 m n.p.m.) na północnym zachodzie.
Stoki południowo-zachodnie, opadające ku źródłowym ciekom Białej Dunajcowej, są strome, krótkie i zupełnie nierozczłonkowane. Stoki północno-wschodnie, opadające ku źródłowym potokom Ropki – są równie strome, lecz znacznie dłuższe i mocniej rozczłonkowane. Cały grzbiet jest porośnięty lasem (fragmentaryczne widoki jedynie z nielicznych miejsc).

## Piesze szlaki turystyczne
- Ropki – Przełęcz Prehyba – Biała Skała (903 m n.p.m.) – Ostry Wierch (938 m n.p.m.)